# 林裔綺
林裔綺（1968年4月26日—），臺灣政治人物，宜蘭縣人，現任新北市議會議員，民主進步黨籍。民進黨前議員顏世雄之妻。
顏世雄曾任臺北縣瑞芳鎮鎮長、新北市議會議員，因鎮長任內的司法案件，2014年1月市議員一職被解職。年底六都議員選舉時，原為顏世雄服務處主任的林裔綺代夫出征，順利當選並連任至今。

## 選舉紀錄
| 年度 | 選舉屆數             | 選舉區           | 所屬政黨   | 得票數 | 得票率 | 當選標記 | 備註 |
| ---- | -------------------- | ---------------- | ---------- | ------ | ------ | -------- | ---- |
| 2014 | 第二屆新北市議員選舉 | 新北市第九選舉區 | 民主進步黨 | 15,984 | 41.76% |          |      |
| 2018 | 第三屆新北市議員選舉 | 新北市第九選舉區 | 民主進步黨 | 22,220 | 62.08% |          |      |
| 2022 | 第四屆新北市議員選舉 | 新北市第十選舉區 | 民主進步黨 | 18,968 | 63.20% |          |      |